# Gangarides dharma
Gangarides dharma är en fjärilsart som beskrevs av Moore 1865. Gangarides dharma ingår i släktet Gangarides och familjen tandspinnare. Inga underarter finns listade i Catalogue of Life.